# Стецюра Михайло Григорович
Михайло Григорович Стецюра (8 березня 1915, Кременчук — 24 грудня 1990, Тернопіль) — український радянський театральний художник.

## Біографія
Народився 8 березня 1915 року в місті Кременчуці (нині Полтавська область, Україна). 1939 року закінчив Дніпропетровський художній технікум. У 1944—1946 та 1948—1950 роках працював театральним художником у Дрогобицькому обласному театрі; протягом 1960—1984 років — у Тернопільському музично-драматичному театрі імені Тараса Шевченка. Помер у Тернополі 24 грудня 1990 року.

## Творчість
Оформив вистави:
У Дрогобицькому театрі
- «Весілля в Малинівці» Леоніда Юхвіда (1945);
- «Платон Кречет» Олександра Корнійчука (1948);

У Черкаському музично-драматичному театрі
- «Повія» за Панасом Мирним (1951);

У Тернопільському театрі
- «Катерина» Миколи Аркаса (1961);
- «Вотанів меч» Івана Кавалерідзе (1966);
- «Лісова пісня» Лесі Українки (1971);
- «Серце не камінь» Олександра Островського;
- «Вій» за Миколою Гоголем;
- «Чеський ліс» Миколи Вірти;
- «Замулені джерела» Марка Кропивницького;
- «Ціною любові» Олексія Корнієнка;
- «Сід» П'єра Корнеля;
- «Украдене щастя» Івана Франка.

Брав участь в обласних виставках у Тернополі.